# Contracaecum brachyurum
Contracaecum brachyurum är en rundmaskart. Contracaecum brachyurum ingår i släktet Contracaecum och familjen Anisakidae. Inga underarter finns listade i Catalogue of Life.